# 205 ق م
205 ق م أو 205 قبل الميلاد هي سنة من العقد 20 ق م في التقويم اليولياني البروليبتي (التقويم الميلادي). تسبقها سنة 206 ق م وتليها سنة 204 ق م.

## أحداث

### الإمبراطورية السلوقية
- خلال عودته عبر المقاطعات الفارسية أراخوسيا ودرانغيانا وكارمانيا، يصل أنطيوخوس الثالث إلى بارس. ثم يقوم بحملة استكشافية للخليج الفارسي، ويستقبل هدايا من قدرها 500 طالنط من الفضة من سكان جرهاء وهي دولة تجار تقع على الساحل الغربي من الخليج الفارسي.
- أنطيوخوس الثالث يعود من حملاته الشرقية، بعدما هزم الباكتريين وقهر الفرثيين، وهكذا صار قادرا على استعادة السلطة السلوقية في تلك المقاطعات من خلال تدمير الحكام المتمردين في ميديا في بلاد فارس وفي الأناضول. وبتأسيسه نظام الدول الموالية في الشرق، يتبنى أنطيوخوس الأخميني القديم «الملك العظيم»، ويقارنه اليونان بالإسكندر الأكبر، فيضعون بعد اسمه كلمة «الأكبر».

### اليونان
- يعقد فيليب الخامس ملك مقدونيا معاهدة سلام مؤقتة (معاهدة فينيقيا) مع روما بشروط في صالح مقدونيا منهية الحرب المقدونية الأولى. وتعترف المعاهدة رسميا بالوضع الملائم لمقدونيا، بما فيها استيلاءهم على إيليريا، لكن في المقابل ينهي فيليب تحالفه مع حنبعل.
- بعد السلام يذهب نابيس ملك إسبارطة إلى الحرب مع الربطة الآخية. ويقوم الجنرال الآخي فيلوبويمين بطرد نابيس من ميسينا.
- معاهدة فينيقيا تمنع فيليب الخامس من التوسع غربا نحو إيليريا أو البحر الأدرياتيكي، لذلك يعود إلى فكرة التوسع شرقا نحو بحر إيجة، حيث يبدأ ببناء أسطول كبير. وبعد انتهاء الحرب المقدونية الأولى يرى فيليب فرصة في الاستيلاء على رودس ويعقد تحالفا مع الأيتوليين وقراصنة إسبارطة، الذي يبدأون في نهب سفن رودس. وتبدأ الحرب الكريتية بين فيليب الخامس المقدوني والاتحاد الأيتولي وعدة مدن كريتية (وأهمهم  أولوس وهيرابيتنا) وقراصنة إسبارطة من جهة، وبين قوات رودس ولاحقا أتالوس الأول ملك بيرغامون وبيزنظة وسيزيكوس وأثينا وكنوسوس.
- مع معاناة أسطول رودس واقتصادها من غارات القراصنة الإسبارطيين يبدأ فيليب الهجوم على أراضي حلفاء رودس في تراقية وحول بحر مرمرة.

### الإمبراطورية الرومانية
- بوبليوس كورنيليوس سكيبيو يصمم على التخلص شخصيا من حنبعل في إيطاليا، وتقرر المعارضة السياسية في مجلس الشيوخ الروماني  أن تهاجم أراضي قرطاج في شمال أفريقيا. ويعبر سكيبيو صقلية مع جيش مكون في جزء منه من المتطوعين بسبب رفض مجلس الشيوخ الموافقة على إرسال الجيش معه.
- الحاكم الروماني البديل كوينتوس بليمينيوس يستولي على مدينة لوكري إبيزيفيري من القرطاجيين. وتفشل محاولة حنبعل في استعادتها بسبب ظهور جيش سكيبيو.
- سكيبيو يرسل الجنرال الروماني غايوس لاليوس إلى شمال أفريقيا لتمهيد الطريق أمامه للغزو المرتقب.
- جيش قرطاجي بقيادة ماغو برقة يرسو في ليغوريا، ويستولي على جنوا وسافونا.
- حنبعل يسجل إنجازاته باللغتين البونيقية واليونانية في معبد في جونو لاسينيا قرب كروتوني.

### مصر
- الشعب المصري يثور ضد الحكام الإغريق. وتنتشر الثورة إلى مصر العليا.
- بطليموس الرابع يموت ويخلفه ابنه بطليموس الخامس ذو الخمسة أعوام. لكن لا يُعلن موت الملك للعامة.

### المغول
- مودو شانيو زعيم قبيلة تشيونغنو يغزو قبائل يوي تشي ودونغ هو المجاورة، لإخضاعهم لحكمه باعتباره السيد الأعلى لمملكة تشيونغنو.

## وفيات
- بطليموس الرابع – ملك يوناني على مصر منذ عام 221 ق م. (ولد عام 238 ق م)
- سيما أنغ – حاكم صيني للممالك الثمانية عشر
- تشانغ هان – جنرال صيني من أسرة تشين.

## كتب
- Yves Denis Papin (1998). Chronologie de l'histoire ancienne. Lieu de publication non identifié: Éditions Jean-paul Gisserot. ISBN:2-87747-346-5. OCLC:40746926. مؤرشف من الأصل في 2022-03-16.
- أحمد محمد عوف (2000)، موسوعة حضارة العالم، QID:Q12246226

## وصلات خارجية
- صفحة السنة على موقع onthisday.com
- سنة 205 ق م على موقع المكتبة الوطنية الفرنسية